# Neodrillia blakensis
Neodrillia blakensis is een slakkensoort uit de familie van de Drilliidae. De wetenschappelijke naam van de soort is voor het eerst geldig gepubliceerd in 2007 door Tippett.